# ヴラディミーロ・ファルコーネ
ヴラディミーロ・ファルコーネ（Wladimiro Falcone, 1995年4月12日 - ）は、イタリア・ローマ出身のサッカー選手。USレッチェ所属。ポジションはゴールキーパー。

## 経歴

### クラブ
1995年4月12日、イタリアの首都ローマに生まれた。生後3か月の頃には映画『Viaggi di nozze』に、主演のカルロ・ヴェルドーネの腕に抱かれる赤ん坊の役として出演。その後も幼少期にいくつかの映画やドラマにエキストラとして出演をした。サッカー選手としては2009年からサンプドリアの下部組織に加わった。
2014年7月25日、レガ・プロ（イタリア3部リーグ）のコーモに期限付き移籍で加入した。
2015年7月20日、レガ・プロのサヴォーナに期限付き移籍で加入した。
2016年7月9日、レガ・プロのリヴォルノに期限付き移籍で加入した。冬の移籍市場期間の2017年1月31日にはリヴォルノとの契約を解除し、サンプドリアの一員としてシーズンの後半戦を過ごした。
2017年7月4日、セリエCのバッサーノに期限付き移籍で加入した。
2018年1月13日、セリエCのガヴォッラーノに期限付き移籍で加入した。
2018年8月23日、セリエCのルッケーゼに期限付き移籍で加入した。
2019-20シーズンはサンプドリアに戻ると、新型コロナウイルスの流行で中断を挟んだのち、2020年7月29日に行われた第37節ミラン戦で先発出場しセリエAにデビューした。
2020年8月29日、セリエBのコゼンツァに期限付き移籍で加入した。
2021-22シーズンは再びサンプドリアに戻り、エミル・アウデーロの控えとしてリーグ戦10試合に出場した。
2022年7月17日、セリエAに昇格したレッチェに期限付き移籍で加入した。正GKとしてリーグ戦全38試合に出場し、シーズン半ばにはイタリア代表にも選出されるなどの活躍で、クラブの1部残留に貢献した。シーズン終了後の2023年6月16日にレッチェは買い取りオプションを行使したが、その3日後の19日にはセリエBへと降格するサンプドリアが買い戻しオプションを行使した。しかし、7月27日に5年契約の完全移籍で再度レッチェに加入した。

### 代表
2023年3月17日、同月に行われるUEFA EURO 2024予選の2試合に向けたメンバーとして、アレッサンドロ・ブオンジョルノとマテオ・レテギと共にイタリア代表に初招集された。